# 月の輝く夜だから
月の輝く夜だから（つきのかがやくよるだから）は、1997年7月1日から9月16日までフジテレビ系で放送されていた日本のテレビドラマ。全12回。

## あらすじ
生命保険会社に勤めるOLの十喜子（江角マキコ）は、同僚の社員でエリートの拓郎（上川隆也）にプロポーズを受け幸せの最中にいた。そんな折、十喜子の父である一太郎が営むラーメン屋「一兆」で信（しん）（岸谷五朗）が住み込みで働くこととなる。信は実直で寡黙な男だがワケありのようである。ストーリーの進行とともに十喜子の中に信の存在が強くなってゆく…。
一太郎の突然の死とともに一度は里中家を離れ、ビルの工事現場で働いていた信だが、千太郎の面倒を良く見る信を信じた十喜子は、信を里中家に呼び戻し、ラーメン屋「一兆」の営業を信に任せる。一方、十喜子の妹百香(木村佳乃）は昔付き合っていた男とドラッグを売買していた過去があった。男の再び手伝って欲しいという依頼を断った百香は「姉にばらす」と脅される。異変に気づいた信は百香が連れ去られるところで窮地を救う。また、ひょんなことから昔の母親の手紙を見つけ一太郎の実の子でないことを知ってしまった百香は、毎晩ディスコに通い朝帰りするようになる。見かねた信はある朝、百香にバケツの水をかぶせ「目を覚ましてもらいます！」と言って百香を立ち直らせる。そんな経緯から百香は信に惹かれていく。そして百香は信にラーメンを教えて欲しいと願い出る。一方、拓郎は城南営業所長への栄転が決まる。だが、栄転そうそうフタバ・レディにお金を持ち逃げされてしまう。落ち込む拓郎だが、十喜子は信の病気の介抱や百香の問題、千太郎の実の母親（松田美由紀）が現れ、十喜子の目の前で千太郎が無理矢理連れ去られるなど家のごたごたから、拓郎に会いに行くことが出来ずにいた。そしていつの間にか二人の間には溝ができ始める。
里中家での信の働きに感心した十喜子は次第に信に心を寄せていくようになるが、実は信は元ヤクザで堅気になったのだった。しかし、これを許せないと組の者が絡んできて、百香がヤクザによって大怪我をさせられてしまう。百香にラーメンを教え「一兆」を去る決心をした信だったが、組の者は「一兆」を「すきにさせてもらう」と言って信を脅す。一方十喜子は拓郎との結婚ができないと告白する。そして十喜子は自ら信に「好きです。」と告白するのだった。信は決心してヤクザと決着をつけようとする。そして傷だらけになって「一兆」に帰った信を十喜子は「お帰りなさい。」と言って迎えるのだった。

## キャスト
里中十喜子（江角マキコ）生命保険会社のOL
門倉信（岸谷五朗）元ヤクザ
里中百香（木村佳乃）十喜子の妹、フリーター
池田拓郎（上川隆也）十喜子の同僚で、婚約者
山野ユリ（井上晴美）十喜子の同僚、魔性の女？
長部部長（金田明夫）十喜子の上司
池田光子（鰐淵晴子）拓郎の母
山本佳代子（松田美由紀）千太郎の母
池田善郎（清水章吾）拓郎の父
千太郎（玄應太雅）佳代子の子供
里中一太郎（室田日出男）十喜子の父、ラーメン屋「一兆」を経営
田村 （筧利夫）信の過去を知るヤクザ

## スタッフ
- 脚本：橋部敦子
- 音楽：MOONY MOONLIGHT
- 主題歌：エレファントカシマシ『今宵の月のように』
- 挿入歌：エレファントカシマシ『悲しみの果て』（最終話）、『月夜の散歩』（最終話）
- 演出補：西浦匡規、大森美香
- 演出：中江功、林徹、水田成英
- プロデュース：小林義和
- 制作著作：フジテレビジョン

## 受賞歴
- 第14回ザテレビジョンドラマアカデミー賞
  - タイトルバック賞（加藤タカ､岩下みどり）

## 備考
- 岸谷はドラマ内でラーメンを作るシーンがあるため、ドラマ撮影前にかつてアルバイトをしていた小平市の中華料理店「太平楽」（閉店済）で2週間ラーメン修行を行っている。

## サブタイトル
| 各話   | 放送日        | サブタイトル              |
| ------ | ------------- | ------------------------- |
| 第1話  | 1997年7月1日  | 満月の夜は何かが起きる    |
| 第2話  | 1997年7月8日  | 涙の伝言ノート            |
| 第3話  | 1997年7月15日 | そばにいてほしい…         |
| 第4話  | 1997年7月22日 | 消せない過去…             |
| 第5話  | 1997年7月29日 | あなたが必要です          |
| 第6話  | 1997年8月5日  | ずっと一緒にいたかった…   |
| 第7話  | 1997年8月12日 | 愛して欲しい…             |
| 第8話  | 1997年8月19日 | 守れなかった約束          |
| 第9話  | 1997年8月26日 | 離れて生きる運命          |
| 第10話 | 1997年9月2日  | さようなら…               |
| 第11話 | 1997年9月9日  | 想いを心に秘めて          |
| 第12話 | 1997年9月16日 | 何かが起きる…赤い満月の夜 |